# Pantaleon Hostyko
Pantaleon Hostyko – koniuszy powiatu wiłkomierskiego województwa wileńskiego Wielkiego Księstwa Litewskiego. Urząd ten piastował od 9 lutego 1699 roku.